# Paepalanthus barkleyi
Paepalanthus barkleyi är en gräsväxtart som beskrevs av Harold Norman Moldenke. Paepalanthus barkleyi ingår i släktet Paepalanthus och familjen Eriocaulaceae. Inga underarter finns listade i Catalogue of Life.